# Haltere la Jocurile Olimpice de vară din 2020 - masculin +109 kg
Proba de haltere categoria 109 de kg masculin de la Jocurile Olimpice de vară din 2020 de la Tokyo a avut loc la data de 4 august 2021, la Tokyo International Forum.

## Program
Orele sunt ora Japoniei (UTC+9) 
| Data                    | Timp  | Etapă   |
| ----------------------- | ----- | ------- |
| Miercuri, 4 august 2021 | 13:50 | Grupa B |
| Miercuri, 4 august 2021 | 19:50 | Grupa A |

## Rezultate
| Loc | Sportiv               | Țară                       | Grupă | Greutate          | Smuls (kg)        | Smuls (kg)        | Smuls (kg)        | Smuls (kg)          | Aruncat (kg)      | Aruncat (kg)      | Aruncat (kg)      | Aruncat (kg)       | Total              |
| Loc | Sportiv               | Țară                       | Grupă | Greutate          | 1                 | 2                 | 3                 | Rezultat            | 1                 | 2                 | 3                 | Rezultat           | Total              |
| --- | --------------------- | -------------------------- | ----- | ----------------- | ----------------- | ----------------- | ----------------- | ------------------- | ----------------- | ----------------- | ----------------- | ------------------ | ------------------ |
| 1   | Lasha Talakhadze      | Georgia                    | A     | 177,00            | 208               | 215               | 223               | 223 Record mondial} | 245               | 255               | 265               | 265 Record mondial | 488 Record mondial |
| 2   | Ali Davoudi           | Iran                       | A     | 168,25            | 191               | 196               | 200               | 200                 | 234               | 240               | 241               | 241                | 441                |
| 3   | Man Asaad             | Siria                      | A     | 147,55            | 185               | 190               | 197               | 190                 | 228               | 234               | 242               | 234                | 424                |
| 4   | Hojamuhammet Toýçyýew | Turkmenistan               | A     | 141,85            | 184               | 188               | 190               | 184                 | 230               | 235               | 241               | 230                | 414                |
| 5   | David Liti            | Noua Zeelandă              | A     | 176,55            | 173               | 178               | 183               | 178                 | 229               | 236               | 241               | 236                | 414                |
| 6   | Enzo Kuworge          | Olanda                     | A     | 161,10            | 175               | 180               | 180               | 175                 | 225               | 233               | 234               | 234                | 409                |
| 7   | Péter Nagy            | Ungaria                    | B     | 160,30            | 165               | 173               | 178               | 178                 | 206               | 214               | 218               | 218                | 396                |
| 8   | Marcos Ruiz           | Spania                     | B     | 109,90            | 175               | 180               | 185               | 180                 | 210               | 215               | 215               | 215                | 395                |
| 9   | Caine Wilkes          | Statele Unite ale Americii | B     | 151,15            | 173               | 178               | 180               | 173                 | 212               | 217               | 224               | 217                | 390                |
| 10  | Sargis Martirosjan    | Austria                    | B     | 114,35            | 175               | 180               | 180               | 180                 | 190               | 201               | 205               | 201                | 381                |
| 11  | David Litvinov        | Israel                     | B     | 128,30            | 176               | 181               | 181               | 176                 | 205               | 210               | 210               | 205                | 381                |
| 12  | Hsieh Yun-ting        | Taipeiul Chinez            | B     | 126,05            | 165               | 172               | 179               | 172                 | 206               | 206               | 214               | 206                | 378                |
| —   | Jiří Orság            | Cehia                      | A     | 140,90            | 175               | 180               | 184               | 180                 | 232               | 235               | 235               | —                  | —                  |
| —   | Walid Bidani          | Algeria                    | A     | Nu a luat startul | Nu a luat startul | Nu a luat startul | Nu a luat startul | Nu a luat startul   | Nu a luat startul | Nu a luat startul | Nu a luat startul | Nu a luat startul  | Nu a luat startul  |

Sursa: Rezultate finale